# 퍼니셔 (등장인물)

퍼니셔의 로고

퍼니셔(Punisher)는 마블 코믹스의 여러 만화에 등장하는 캐릭터와 반영웅이다. 본명은 프랭크 캐슬(Frank Castle)로, 원래는 미국 해병대 소속의 군인이었다. 그는 가족과 함께, 센트럴 파크에서 피크닉을 즐기고 있었다. 그러나 갑자기 조직 간의 항쟁에 휘말려 총격전 유탄에 의해 아내와 두 아이들은 죽고, 갱단들에게 복수를 하기로 마음 먹는다. 그로 인해 크라임 파이터(= 범죄자 퇴치 전문 영웅)로 활동을 시작한다. 주로 뉴욕을 중심으로 활동하고 있다.